# Santuario della Madonna del Pozzo (Ortucchio)
Il santuario della Madonna del Pozzo è un luogo di culto cattolico che si trova a Ortucchio (AQ), in Abruzzo, nel territorio della diocesi di Avezzano.

## Storia
(Andrea Dì Pietro)
La chiesa rurale primordiale fu edificata nel corso del XII secolo oltre la riva sud-orientale del lago Fucino, tra il villaggio medievale di Ortucchio e i casali di Lecce, Gioia e Vico, non distante dalla chiesa scomparsa di San Clemente in Calluco nel territorio della contea dei Marsi. La piccola chiesa, fu dedicata a Santa Maria del Pozzo, devozione che presumibilmente è andata rafforzandosi con la pratica della transumanza: i pastori abruzzesi, prima dei mesi invernali, migravano con le greggi in Puglia dove il culto è radicato, in particolare a Capurso dove la devozione ebbe inizio e si sviluppò dal 1705.
Da alcuni documenti storico ecclesiastici risultava alle dipendenze dell'abbazia di San Clemente a Casauria, diversamente dalla vicina chiesa di San Quirico, dipendente con tutte le pertinenze dal monastero benedettino di Sant'Angelo in Valleluce, nei pressi del contemporaneo comune laziale di Sant'Elia Fiumerapido (FR). Nel XV secolo fu inclusa tra i possedimenti della diocesi dei Marsi, la cui cattedrale era collocata a Pescina. 
L'edificio di culto, distrutto dal terremoto della Marsica del 1915, fu riedificato nel 1949 per volontà del veterano della seconda guerra mondiale, Domenico Trabucco. Nei pressi della chiesa veniva organizzata l'omonima fiera che richiamava venditori e abitanti dai paesi limitrofi.
Nel corso del 1970 fu oggetto di lavori di rimaneggiamento e dotata di una statua di legno raffigurante la Madonna. Nel marzo del 1978, grazie al contributo dell'Ente Fucino di Avezzano, fu realizzata la recinzione in ferro e sistemata l'area verde circostante. Altre manutenzioni straordinarie effettuate da Rocco Antonio Trabucco, nipote di Domenico Trabucco, risalgono al 1989. 
Danneggiata dal terremoto dell'Aquila del 2009 e dalla sequenza sismica del Centro Italia del 2016-2017, la chiesa è stata oggetto di una importante opera di ristrutturazione e adeguamento antisismico avviata alla fine del 2020 e completata il 9 dicembre 2022.

## Descrizione
L'edificio sorge a circa tre chilometri da Ortucchio lungo l'omonima strada per Lecce nei Marsi in località Cerqueto, toponimo che indicava il grande bosco di querce che caratterizzava l'area ubertosa fino alle pendici dei monti circostanti. I luoghi furono descritti con incanto dal viaggiatore inglese Keppel Richard Craven che nell'Ottocento circumnavigò il lago Fucino.
A navata unica e dallo stile architettonico semplice, presenta due altari, l'altare maggiore dedicato alla Pietà, l'altro a san Giuseppe. Il gruppo scultoreo in terracotta, scomparso a causa del terremoto del 1915, era d'ispirazione michelangiolesca. Non è escluso che Papa Giulio II lo abbia donato alla nobile famiglia dei Piccolomini, signori della contea di Celano.